# Веллингтон (гавань)
Гавань Веллингтон (англ. Wellington Harbour) — бухта на юге Северного острова Новой Зеландии, является большой естественной гаванью. Вход в неё осуществляется со стороны пролива Кука. Центральный Веллингтон расположен на западной и южной сторонах гавани, а пригород Лоуэр-Хатт — на севере и востоке. До 1984 года залив назывался Порт-Николсон, после имеет официальное двойное название Веллингтон-Харбор/Порт-Николсон. Маори называли гавань Te Upoko o te Ika a Maui, что означает «Голова рыбы Мауи».
Веллингтонская гавань — это залив площадью около 76 км² между мысами Пенкарроу-Хед и Палмер-Хед. Максимальная длина гавани составляет более 11 км, а ширина — более 9 км; ширина входа от берега до берега — более 1,6 км. Вход в гавань пролегает между рифом Барретт на западе и мысом Пенкарроу на востоке, где расположено скопление скал, осложняющее ход кораблям даже во время прилива.  Здесь произошло множество кораблекрушений, наиболее известно затопление межостровного парома TEV Wahine в 1968 году, в результате чего погибло 53 человека.
Сама же  гавань обеспечивает надёжную защищённую якорную стоянку, что важно для района пролива Кука, где скорость ветра может превышать 160 км/ч. Глубина в большей части гавани превышает 20 м.
Хотя гавань почти полностью окружена сушей, в ней было зафиксировано несколько цунами. Землетрясение в Уаирарапа 1855 года вызвало цунами высотой 3-4 м. В августе 1868 года землетрясение в Арике в Южной Америке вызвало необычные изменения уровня воды в гавани. В Нгауранге появилась гравийная отмель. В мае 1877 года землетрясение в Икике в Чили также вызвало резкое повышение уровня воды.